# Solen gravelyi
Solen gravelyi is een tweekleppigensoort uit de familie van de Solenidae. De wetenschappelijke naam van de soort is voor het eerst geldig gepubliceerd in 1920 door Ghosh.